# Општина Гушоени (Валча)
Гушоени (рум. Guşoeni) општина је у Румунији у округу Валча.
Oпштина се налази на надморској висини од 262 m.